# Tolomeo IV
Tolomeo Filopatore (in greco antico: Πτολεμαῖος Φιλοπάτωρ?, Ptolemàios Philopàtōr; maggio/giugno 244 a.C. – luglio/agosto 204 a.C.), chiamato nella storiografia moderna Tolomeo IV, è stato un faraone egizio appartenente al periodo tolemaico, quarto sovrano della dinastia dal 222 a.C. alla sua morte.
Il regno ereditato da Tolomeo IV era prospero sia al suo interno sia all'esterno, con le varie conquiste economiche e militari dei suoi predecessori; durante il suo regno, però, acquisirono molta influenza due ministri, Agatocle e Sosibio, che condizionarono la vita pubblica e privata del sovrano. 
La svolta fu rappresentata dalla quarta guerra siriaca (219-217 a.C.), che, nonostante avesse portato alla vittoria egizia, rappresentò un forte momento di tensioni e portò il regno in una crisi economica e sociale, dalla quale non si sarebbe più ripreso.

## Biografia

### Origini familiari

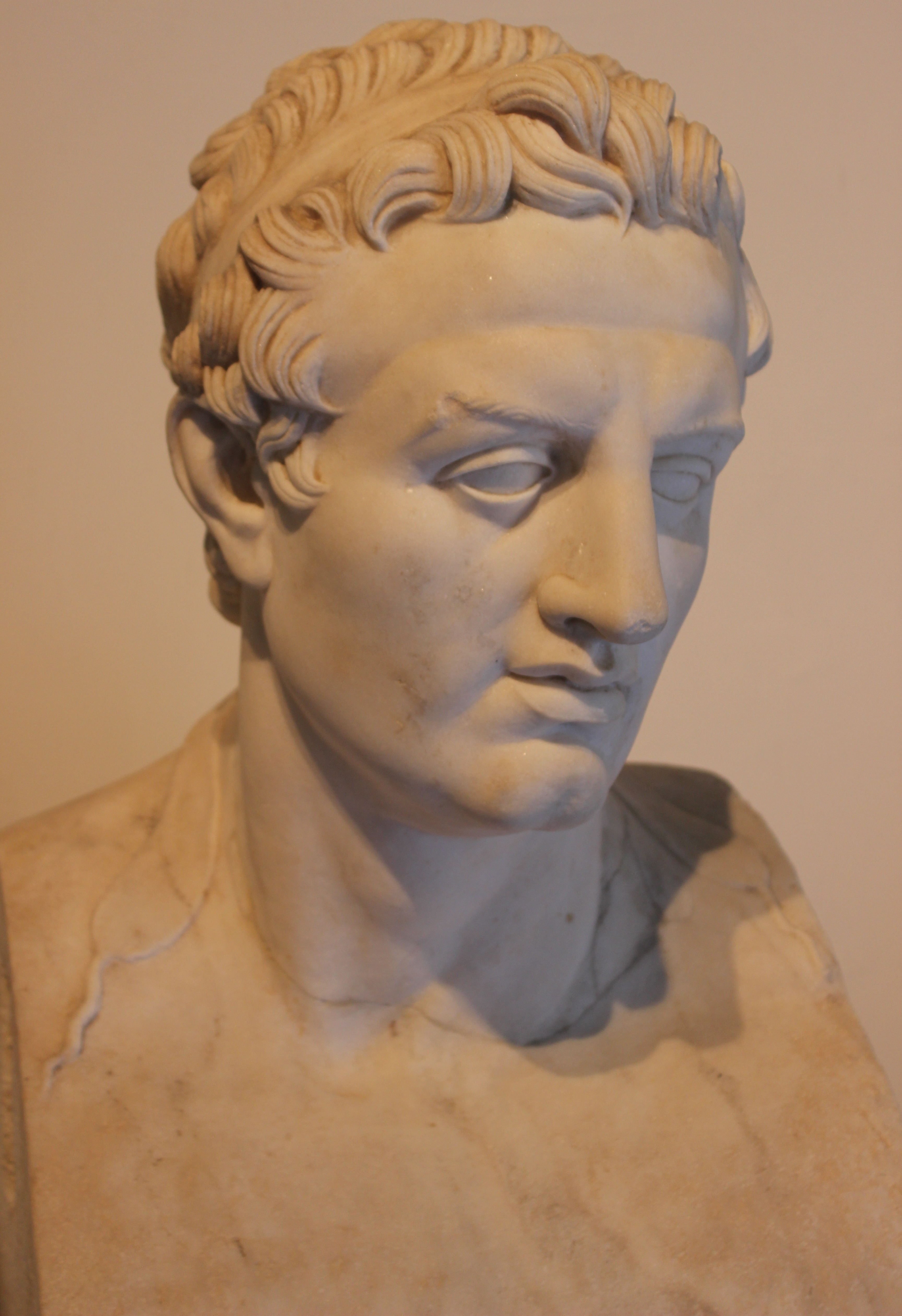
Busto di Tolomeo III Evergete, padre di Tolomeo IV (Museo archeologico nazionale, Napoli)

Tolomeo era figlio di Tolomeo III Evergete, terzo sovrano dell'Egitto tolemaico, e di Berenice II, figlia del re di Cirene Magas. Era quindi fratello di Arsinoe III, Lisimaco, Alessandro, Magas e Berenice.

### Regno (222-204 a.C.)

#### Primi anni (222-219 a.C.)
Tolomeo III Evergete morì alla fine del 222 a.C. e fu subito succeduto da Tolomeo IV Filopatore, il quale sposò la sorella Arsinoe III, secondo l'uso dinastico, tra la data di acquisizione del trono e l'autunno del 220 a.C. Un'importante figura durante il regno di Tolomeo IV fu Sosibio, già membro della corte del padre del nuovo re, che nei primi anni di regno del nuovo sovrano fece assassinare diversi membri della dinastia reale, per acquistare sempre più potere: così morirono Lisimaco, fratello di Tolomeo III, Magas, fratello minore del re, e anche Berenice II, la quale aveva cercato di aumentare l'influenza di Magas all'interno dell'esercito tolemaico. Sosibio si mosse anche contro il re di Sparta Cleomene III, che si trovava in esilio ad Alessandria, e, instillando sospetti nel sovrano, lo fece imprigionare; quando nel 219 a.C. Tolomeo IV lasciò la capitale per Canopo, il prigioniero riuscì a fuggire e cercò di sobillare una rivolta popolare ma, avendo fallito, si tolse la vita. Un altro personaggio importante, che agì al fianco di Sosibio, fu Agatocle di Samo, il quale era probabilmente amico di gioventù del re e che sfruttava la relazione del sovrano con la propria sorella Agatoclea, concubina reale, per guadagnare influenza a corte.

#### Politica estera

##### Quarta guerra siriaca (221-217 a.C.)
Sul fronte estero, gli altri due regni ellenistici erano governati da due sovrani giovani come Tolomeo IV: in Macedonia era sul trono Filippo V, mentre l'impero seleucide era governato da Antioco III; quest'ultimo aveva intenzione di ripristinare l'integrità originale dei propri domini, danneggiati dall'espansionismo tolemaico e da ribellioni. Per questo, nell'estate del 221 a.C. Antioco compì un primo attacco alla Celesiria tolemaica, governata da Teodoto Etolo, ma fu respinto e dovette ritirarsi anche per sedare una rivolta intestina.
Sedata la ribellione, Antioco decise di prendere per prima la base navale di Seleucia di Pieria, la quale gli venne consegnata nella primavera del 219 a.C., dopo un attacco alla città e avendo corrotto degli ufficiali al servizio dei tolemaici: quest'atto segnò l'inizio della quarta guerra siriaca. Nonostante il piano originale del sovrano seleucide fosse di riconquistare l'Asia Minore da un altro ribelle, egli cambiò subito piano: Teodoto Etolo gli offrì infatti i territori tolemaici da lui amministrati, poiché era entrato in conflitto con l'agitata corte di Alessandria. Fu così che Antioco assunse il controllo delle città di Tiro e Tolemaide di Fenicia senza combattere, acquisendo anche le 40 navi tolemaiche che erano di stanza in Palestina; intanto ad Alessandria si stava preparando il contrattacco e Antioco, che cercava di migliorare il proprio controllo sulla regione, incontrò resistenze in molte città, tra cui Sidone e Dora. Alla fine del 219 a.C. le due parti stabilirono un cessate il fuoco di quattro mesi e dei negoziati vennero avviati a Seleucia di Pieria, finendo però con un nulla di fatto.
Nell primavera del 218 a.C. una battaglia terrestre e navale presso Berito vide la vittoria dei seleucidi e nel corso dell'anno Antioco riuscì a conquistare anche Filadelfia, ritirandosi poi per l'inverno a Tolemaide. All'inizio del 217 a.C. la controffensiva tolemaica entrò in campo: le vaste truppe egizie partirono da Pelusio con Tolomeo stesso al loro comando, accompagnato dalla consorte, e si diressero verso nord. L'incontro tra i due eserciti ci fu a Rafah, dove il 22 giugno gli schieramenti affrontarono una battaglia campale: Tolomeo in persona, quando la situazione era incerta, si lanciò in prima linea facendosi vedere da entrambi gli eserciti e guidando la carica decisiva che portò alla vittoria della propria armata. I negoziati furono condotti tra Antioco e Sosibio, mentre Tolomeo IV continuava ad avanzare con il proprio esercito nella Siria seleucide e il regno d'Egitto tornò in possesso di tutti i territori persi nei due anni precedenti, con la sola eccezione della città di Seleucia di Pieria.

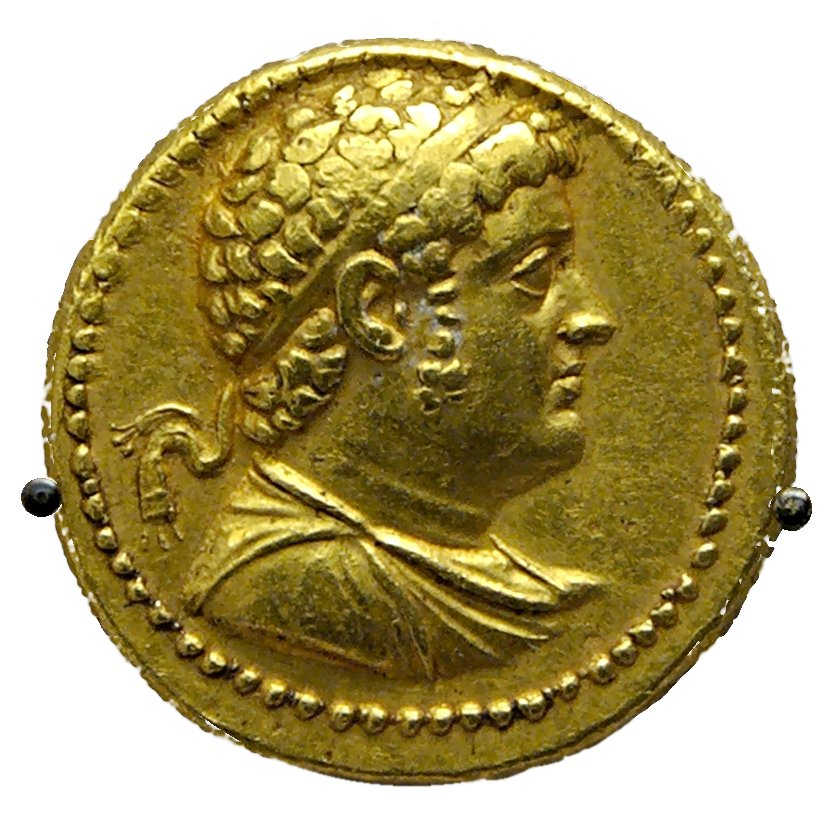
Moneta di Tolomeo IV

Tolomeo IV tornò in trionfo in Egitto, ricompensando largamente il proprio esercito, e celebrando la vittoria anche a Menfi, dove i maggiori sacerdoti egizi lo onorarono con un decreto il 15 novembre di quello stesso anno.

##### Immobilismo e neutralità internazionale (217-204 a.C.)
Nonostante la recente vittoria, Tolomeo non cercò di espandere oltre il proprio potere, ma lasciò che Antioco riacquistasse le forze e sconfiggesse il suo avversario interno in Asia Minore, Acheo, nonostante il governatore tolemaico in Siria avesse cercato in due occasioni di inviargli aiuti militari (nel 216/215 a.C. e nel 215/214 a.C.); inoltre il sovrano seleucide riportò una serie di successi militari nelle satrapie orientali tra il 214 e il 205 a.C., portandolo ad assumere il titolo di Μέγας Βασιλεύς (Magas Basileús, "Gran Re") e confermando il suo impero come potenza egemone del Medio Oriente.
La politica del regno egizio sotto tutto il periodo di governo di Tolomeo IV fu quella del mantenimento della pace: in Grecia gli ambasciatori tolemaici rappresentarono l'elemento neutrale di ricongiungimento tra le parti belligeranti sia durante la guerra degli alleati (tra la lega achea e la lega etolica; 220-217 a.C.), sia durante la prima guerra macedonica (tra la repubblica romana e il regno di Macedonia di Filippo V; 214-205 a.C.); nel Mediterraneo centrale l'evento di maggior rilievo fu  la seconda guerra punica (tra Roma e Cartagine; 218-202 a.C.), durante la quale Tolomeo accolse emissari di entrambe le parti e rimase sempre neutrale, nonostante il tiranno  Geronimo, nipote di Gerone II, con cui Tolomeo era in buoni rapporti, avesse cercato di portarlo dalla parte dei Cartaginesi.

#### Politica interna

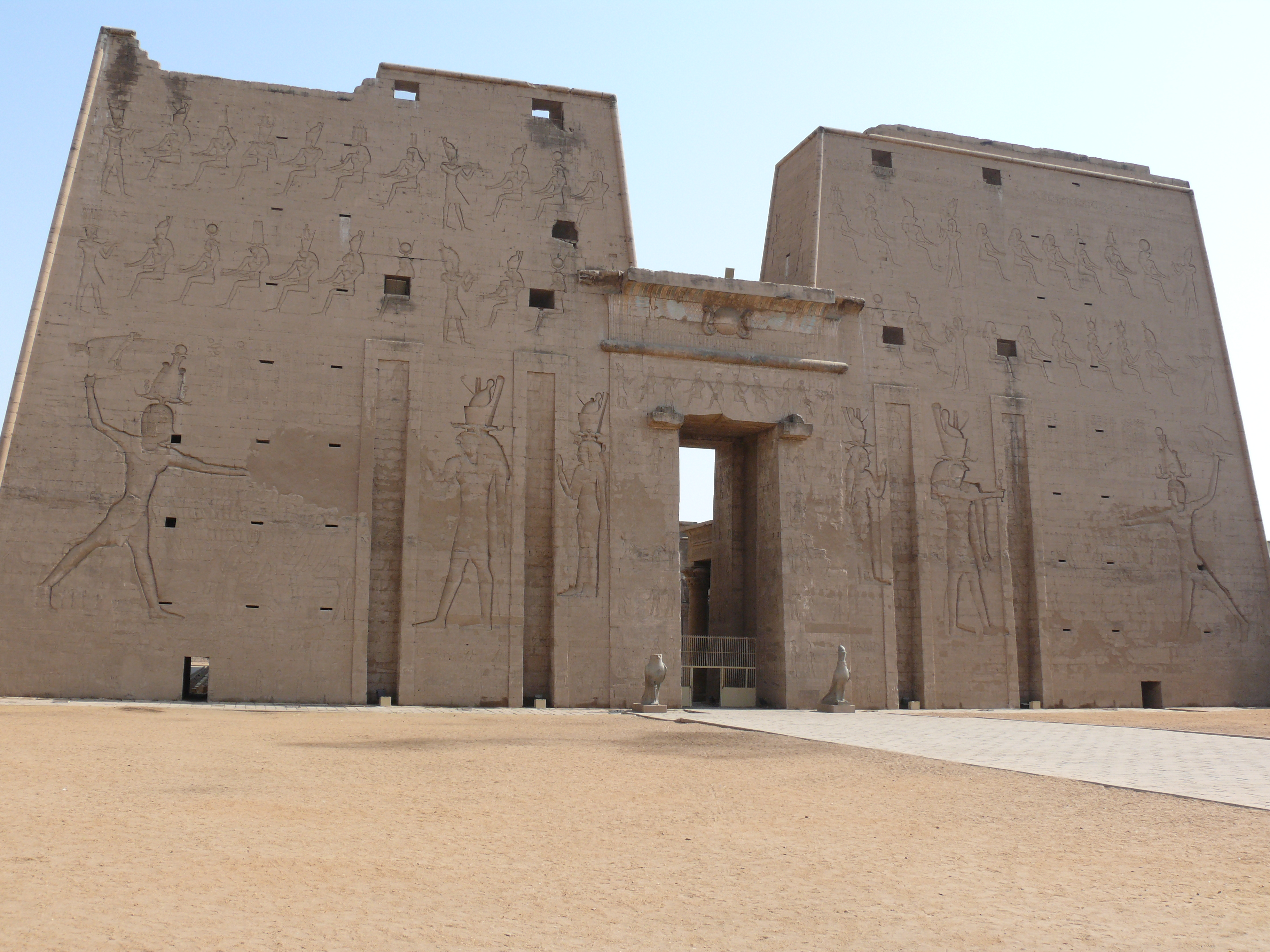
Primo pilone ed entrata principale del Tempio di Horus a Edfu.

##### Rivolte egizie (217-204 a.C.)
Subito dopo la fine della quarta guerra siriaca e il ritorno in patria dei soldati egizi arruolati nell'esercito, nel nord del regno, in particolare sul Delta del Nilo, scoppiarono delle rivolte, dovute principalmente alla disparità di ricchezza tra la classe contadina egizia e la classe amministrativa di origine greco-macedone; nell'area settentrionale del paese quindi si formò un movimento il cui scopo, però, non fu solamente quello di migliorare la situazione economica dei ceti inferiori, ma quello di creare un potere politico indipendente dalla corte di Alessandria. Circa dieci anni dopo, su modello dei ribelli del Delta, nel sud del paese si creò uno stato indipendente: la stessa città di Tebe fu conquistata dai ribelli, che elevarono a faraone nel 206 a.C. Haruennefer, appoggiato dalla classe sacerdotale tebana di Amon-Ra, contrapposta a quella menfite filo-tolemaica di Ptah. Tutte le rivolte, sia al nord che al sud, sopravvissero a Tolomeo IV, e furono sedate definitivamente solo sotto il regno di Tolomeo V.

##### Politica religiosa
Durante tutto il regno di Tolomeo IV il rapporto con le varie classi sacerdotali egizie sia del Basso sia dell'Alto Egitto rimasero molto buoni; sotto di lui è attestato infatti un fervente periodo di edificazione templare in varie città: nel tempio di Ptah a Menfi, nella residenza reale di Tani, nel tempio di Hathor-Afrodite Urania a Cusae, in molte altre località come Kharga, Karnak, Medamud e Assuan e anche nella zona del Dodecascheno a File, prima che questa zona venisse conquistata dai nubiani ai tempi delle rivolte nell'Alto Egitto. Fiore all'occhiello del regno di Tolomeo IV fu il Tempio di Horus a Edfu, cominciato nel 237 a.C. e la maggior parte dell'opera era ultimata per il 206 a.C., quando i lavori furono bruscamente fermati a causa delle rivolte.

#### Morte (204 a.C.)
Tolomeo IV Filopatore morì nell'estate del 204 a.C. in circostanze non chiare circa negli stessi giorni della moglie Arsinoe III, la cui morte è anch'essa avvolta nel mistero, e il trono fu preso dal loro unico figlio Tolomeo V Epifane, di appena 6 anni, i cui reggenti diventarono Sosibio e Agatocle.

## Titolatura
Secondo la titolatura reale egizia, Tolomeo IV ebbe diversi nomi:
- nome Horo: ḥwnw ḳni sḫꜥ.n sw it.f (hunu qeni, sekha.en su it.ef), "il giovane coraggioso, investito del trono dal padre";
- nome Nebty (o delle Due Signore): wr-pḥti mnḫ-ib ḫr nṯrw nb(w) nḏti n ḥnmmt (wer-pehti, menekh-ib kher netjeru neb(u), nedjeti en henmemet), "grande di forza, efficace davanti a tutti gli Dei, salvatore del genere umano";
- nome Horo d'Oro: swḏꜢ bꜢḳt sḥḏ gsw-prw smn hpw mi ḏḥwty ꜥꜢ ꜥꜢ nb ḥbw sd mi ptḥ tꜢ-ṯnn ity mi rꜥ (sewedja baqet, sehedi gesu-peru, semen hepu mi djehuty aa aa, neb hebu-sed mi ptah ta-tjenen, ity mi ra), "colui che ha tenuto Baqet (l'Egitto) al sicuro illuminando i templi e stabilendo leggi come il doppiamente-grande Thot, possessore di Heb-Sed come Ptah Tatenen e sovrano come Ra";
- nome del Trono: iwꜥ n nṯrwy mnḫwy stp(.n) ptḥ wsr kꜢ rꜥ sḫm ꜥnḫ imn (iwa en netjerwy menekhwy, setep(.en) ptah, weser ka ra, sekhem ankh imen), "l'erede dei due potenti dei (Horus e Seth), prescelto da Ptah, il forte del ka di Ra, l'immagine vivente di Amon";
- nome personale (nomen di nascita): ptwlmys ꜥnḫ ḏt mry Ꜣst (ptwlemys, ankh djet, mery aset), "Tolomeo, vivente per sempre, amato di Iside".[28]

## Curiosità
Tolomeo Filopatore è conosciuto anche per aver costruito la Tessarakonteres (in greco τεσσαρακοντήρης), una nave con quaranta ordini di remi per ogni fiancata, la più grande galea mai costruita di cui sia giunta notizia. A questa nave si aggiunge anche la magnifica nave, chiamata Thalamegos, che il sovrano usò per rappresentanza, propaganda e piacere.

## Ascendenza
|                 |         |                      | Genitori              |  |  | Nonni |  |  | Bisnonni  |  |  | Trisnonni |  |
|                 |         |                      |                       |  |  |       |  |  | Tolomeo I |  |  | Lago      |  |
|                 |         |                      |                       |  |  |       |  |  | Tolomeo I |  |  | Lago      |  |
|                 |         | Arsinoe di Macedonia |                       |  |  |       |  |  | Tolomeo I |  |  |           |  |
| Tolomeo II      |         |                      |                       |  |  |       |  |  | Tolomeo I |  |  |           |  |
|                 |         | Berenice I           | Magas di Macedonia    |  |  |       |  |  |           |  |  |           |  |
|                 |         | Berenice I           | Magas di Macedonia    |  |  |       |  |  |           |  |  |           |  |
|                 |         | Berenice I           | Antigone di Macedonia |  |  |       |  |  |           |  |  |           |  |
| Tolomeo III     |         | Berenice I           |                       |  |  |       |  |  |           |  |  |           |  |
|                 |         | Lisimaco             | Agatocle              |  |  |       |  |  |           |  |  |           |  |
|                 |         | Lisimaco             | Agatocle              |  |  |       |  |  |           |  |  |           |  |
|                 |         | Lisimaco             | …                     |  |  |       |  |  |           |  |  |           |  |
| Arsinoe I       |         | Lisimaco             |                       |  |  |       |  |  |           |  |  |           |  |
|                 |         | Nicea di Macedonia   | Antipatro             |  |  |       |  |  |           |  |  |           |  |
|                 |         | Nicea di Macedonia   | Antipatro             |  |  |       |  |  |           |  |  |           |  |
|                 |         | Nicea di Macedonia   | …                     |  |  |       |  |  |           |  |  |           |  |
| Tolomeo IV      |         | Nicea di Macedonia   |                       |  |  |       |  |  |           |  |  |           |  |
|                 | Filippo | Aminta               |                       |  |  |       |  |  |           |  |  |           |  |
|                 | Filippo | Aminta               |                       |  |  |       |  |  |           |  |  |           |  |
|                 | Filippo | …                    |                       |  |  |       |  |  |           |  |  |           |  |
| Magas di Cirene | Filippo |                      |                       |  |  |       |  |  |           |  |  |           |  |
|                 |         | Berenice I           | Magas di Macedonia    |  |  |       |  |  |           |  |  |           |  |
|                 |         | Berenice I           | Magas di Macedonia    |  |  |       |  |  |           |  |  |           |  |
|                 |         | Berenice I           | Antigone di Macedonia |  |  |       |  |  |           |  |  |           |  |
| Berenice II     |         | Berenice I           |                       |  |  |       |  |  |           |  |  |           |  |
|                 |         | Antioco I            | Seleuco I             |  |  |       |  |  |           |  |  |           |  |
|                 |         | Antioco I            | Seleuco I             |  |  |       |  |  |           |  |  |           |  |
|                 |         | Antioco I            | Apama I               |  |  |       |  |  |           |  |  |           |  |
| Apama II        |         | Antioco I            |                       |  |  |       |  |  |           |  |  |           |  |
|                 |         | Stratonice di Siria  | Demetrio I Poliorcete |  |  |       |  |  |           |  |  |           |  |
|                 |         | Stratonice di Siria  | Demetrio I Poliorcete |  |  |       |  |  |           |  |  |           |  |
|                 |         | Stratonice di Siria  | Fila                  |  |  |       |  |  |           |  |  |           |  |
|                 |         | Stratonice di Siria  |                       |  |  |       |  |  |           |  |  |           |  |